# Новозирянка
Новозиря́нка (рос. Новозырянка) — село (колишнє селище) у складі Косіхинського району Алтайського краю, Росія. Входить до складу Плотниковської сільської ради.

## Населення
Населення — 79 осіб (2010; 166 у 2002).
Національний склад (станом на 2002 рік):
- росіяни — 88 %